# Karl Hörnell
Karl Hubert Hörnell, född 26 april 1970, är en svensk programmerare och serietecknare. Han har avlagt doktorsexamen vid TDB, avdelningen för teknisk databehandling i Uppsala.
Hörnell skapade på 80-talet ett antal spel till hemdatorn Commodore 64, som gavs ut av engelska Interceptor Software och deras budgetmärke Players Software. Dessa spel var Velocipede, Velocipede II, Melonmania, Clean-Up Time, Fruity, Fungus,  Ronald Rubberduck, Toadforce, Clean Up Service.
Senare började Hörnell skapa spel till mobiltelefoner, i programspråket Java. Flera av hans äldre spel finns även portade till mobiltelefoner.
Tillsammans med sin bror startade Hörnell företaget Ongame, ett företag som sysslade som pokerspel online. Företaget såldes senare till Betandwin i Österrike för omkring 6 miljarder kronor.
Hörnell tecknar också serier, serien Savage Dragonbert, och var den förste svensk som publicerades i USA av Image Comics.